# Rush Green (Essex)
Rush Green – dzielnica w Clacton-on-Sea w Anglii, w Esseksie, w dystrykcie Tendring. W 2011 dzielnica liczyła 4787 mieszkańców.